# Przemysław Bereszyński
Przemysław Bereszyński (ur. 11 stycznia 1969 w Poznaniu) – polski piłkarz, występujący na pozycji obrońcy, oraz trener piłkarski. 

## Kariera piłkarska
Jest wychowankiem Lecha Poznań, w którym zaczynał karierę w 1988 roku. W „Kolejorzu” występował przez siedem lat i w jego barwach rozegrał w sumie 134 spotkania i zdobył jednego gola. W 1995 roku przeszedł do Sokoła Tychy, a dwa lata później podpisał kontrakt z Dyskobolią Grodzisk Wielkopolski. W rundzie wiosennej sezonu 2002/03 został zawodnikiem Kujawiaka Włocławek, pół roku później w barwach tego klubu zakończył karierę. W sezonach od 2005 do 2006 roku występował w drużynie oldbojów Lecha Poznań. 

## Kariera trenerska
Do 2012 prowadził drużynę Lecha Poznań U-19. W 2012 został trenerem rezerw Warty Poznań, pełnił tę funkcję do 2016. W tym samym roku został trenerem Warty Poznań U-19.

## Życie prywatne
Ojciec Bartosza Bereszyńskiego, piłkarza, reprezentanta Polski.

## Sukcesy

### Lech Poznań
I liga (obecnie Ekstraklasa)
Mistrzostwo (3): 1989/90, 1991/92, 1992/93
Superpuchar Polski
Zdobywca (2): 1990, 1992